# Thearne
Thearne är en by i civil parish Woodmansey, i distriktet East Riding of Yorkshire, i grevskapet East Riding of Yorkshire, i England. Byn är belägen 5 km från Beverley. Thearne var en civil parish 1866–1935 när blev den en del av Woodmansey. Civil parish hade 183 invånare år 1931.